# Silvio Scionti
Silvio Scionti, (pronuncia ˈʃonti), nome alla nascita Silvio Vittore Alberto Scionti, (Acireale, 20 novembre 1882 – Roma, 22 maggio 1973), è stato un pianista italiano naturalizzato statunitense.

## Biografia
Nato ad Acireale, in Sicilia, si è formato al Conservatorio di Napoli. Alla fine si stabilì negli Stati Uniti, insegnando all'American Conservatory of Music, al Chicago Musical College e al North Texas State College (ora University of North Texas College of Music) dal 1942 al 1953 e privatamente nella zona di Dallas. Ha suonato come solista numerose volte con le orchestre di Chicago e Minneapolis e frequentemente ha tenuto recital. Negli anni '20, ha fatto un tour negli Stati Uniti eseguendo duetti con l'ex studentessa Stell Andersen. Dopo il 1935 lui e sua moglie Isabel visitarono Europa, Messico e gli Stati Uniti. Ha anche registrato un piccolo numero di rulli per pianola.
Scionti è morto a  Roma.

## Onorificenze e premi
- 1956 — Ordine della Stella della Solidarietà Italiana, dal Governo Italiano[5]

## Ex studenti
- Stell Andersen
- Monte Hill Davis
- Ivan Davis
- Jeaneane Jo Dowis (1932-2013), sposata Samuel Lipman (1934-1994), pianista e cofondatrice di The New Criterion
- James Robert Floyd
- Jack Guerry
- Mary Nan Hudgins
- Jonetta Miller Hinkle
- Lucy Scarbrough
- Alice Downs
- Vittoria de Ranieri

## Opere pubblicate
- Silvio Scionti, The Road to Piano Artistry; a collection of classic and romantic compositions, with interpretative and technical comment, Carl Fischer, Inc. (©1944; ©1947) (OCLC 3316099) (LCCN 45-13332)
- Silvio Scionti, Album of Selected Classics for Piano, G. Ricordi, New York (©1940) (OCLC 20586306)
- Silvio Scionti, Essays on Artistic Piano Playing,, compiled by Jack Guerry, University of North Texas Press (©1998) (ISBN 0585235821; electronic book) (ISBN 1574410415) (LCCN 97-41858) (OCLC 44962515)
- Silvio Scionti, Silvio Scionti's system of piano artistry, L'Arte pianistica, A revised exposition of all fundamental principles of piano technique, Edizioni Curci, Milan (©1961)

## Discografia
- The piano artistry of Silvio and Isabel Scionti (CD), pubblicato da Jack Guerry, Louisiana State University (1990) (OCLC 36348353)

Rimasterizzato da Welte-Mignon o Ampico che riproduce i rotoli di pianoforte o da registrazioni a 78 giri